# Motown 25: Yesterday, Today, Forever
Motown 25: Yesterday, Today, Forever (conosciuto anche come Motown 25) è stato un programma televisivo statunitense di genere musicale, prodotto da Suzanne de Passe per la Motown in occasione dei 25 anni dalla nascita dell'etichetta discografica, fondata nel gennaio 1959, e trasmesso dalla NBC il 16 maggio 1983.

## Descrizione
Il programma venne registrato davanti ad un pubblico dal vivo, composto in gran parte da grandi nomi del mondo della musica statunitense, all'Auditorio Civico di Pasadena a Pasadena (California) il 25 marzo 1983, e mandato in onda su NBC il 16 maggio dello stesso anno.
Questo special è ricordato principalmente per aver presentato la prima esibizione live di Billie Jean di Michael Jackson dove per la prima volta il cantante e ballerino propose al pubblico il suo famoso passo, il moonwalk, preceduta da una reunion coi suoi fratelli, i Jacksons, che si esibivano dopo diversi anni nella loro formazione al completo con tutti e sei i fratelli, incluso Jermaine Jackson, che aveva abbandonato la band nel 1975 quando i fratelli erano passati alla Epic Records cambiando il loro nome da The Jackson 5 in The Jacksons. Sia la reunion dei fratelli che l'esibizione di Michael Jackson ottennero il plauso del pubblico e della critica, specialmente la performance di Billie Jean del cantante che, il giorno seguente alla messa in onda, ebbe un grandissimo riscontro mediatico diventando la sua esibizione più famosa e facendolo entrare definitivamente tra i grandi della storia della musica.
Durante la serata, inoltre, ci fu il tanto atteso ricongiungimento di Smokey Robinson con i The Miracles, una battle of the bands tra i Temptations e i Four Tops, un discorso di Marvin Gaye ispirato alla storia della musica nera e la sua performance memorabile di What's Going On, e infine una breve reunion di Diana Ross & The Supremes che eseguirono la loro ultima hit arrivata alla posizione numero uno delle classifiche, Someday We'll Be Together del 1969.
Lo spettacolo fu presentato dall'attore comico Richard Pryor e fra gli altri ospiti figuravano anche Lionel Richie, i Commodores, Stevie Wonder e tanti altri.
Lo show fu co-scritto da Suzanne de Passe con Ruth Adkins Robinson, che avrebbero continuato a scrivere spettacoli per i successivi 25 anni (fra cui il successivo Motown 40), sotto la guida del capo-scrittore Buz Kohan.

## Programma e scaletta
- Introduzione – Richard Pryor[5][6][7][8]
- The Lester Wilson Dancers
  - Dancing in the Street
- The Miracles con Smokey Robinson
  - Shop Around
  - You've Really Got a Hold of Me
  - The Tears of a Clown
  - Going to a Go-Go
- Apparizione – Dick Clark ed Ed Sullivan (registrazione)
- Stevie Wonder con le Wonderlove
  - I Wish
  - Uptight (Everything's Alright)
  - Signed, Sealed, Delivered I'm Yours
  - You Are the Sunshine of My Life
  - My Cherie Amour
  - Sir Duke
  - Fingertips
- Apparizione – Berry Gordy, produttori della Motown, principali musicisti
  - Money
- The Four Tops/The Temptations (Battle of the Bands)
  - Reach Out I'll Be There
  - Baby I Need Your Loving
  - Get Ready
  - I Can't Help Myself (Sugar Pie Honey Bunch)
  - My Girl
  - Ain't Too Proud to Beg
  - I Can't Get Next To You
- Marvin Gaye
  - What's Going On
- Mary Wells/Martha Reeves
  - My Guy
  - Heat Wave
- Junior Walker
  - Shotgun
- Commodores
  - Brick House
- Apparizione – John Moschitta Jr.
- TG Sheppard
  - Devil in the Bottle
- José Feliciano
  - Lonely Teardrops
- Adam Ant
  - Where Did Our Love Go
- Lionel Richie
  - You Mean More To Me
- Jacksons con Jermaine Jackson
  - I Want You Back
  - The Love You Save
  - Never Can Say Goodbye
  - I'll Be There
- Michael Jackson
  - Billie Jean
- The Lester Wilson Dancers
  - I Want You
- Apparizione – Billy Dee Williams
- DeBarge
  - All This Love
- High Inergy
  - He's a Pretender
  - Can't Stop
- Apparizione – Rick James (registrazione)
- Smokey Robinson con Linda Ronstadt
  - Ooh Baby Baby
  - Tracks of my Tears
  - Being with You
  - Aqui Con Tigo
  - Cruisin
- Apparizione – dipendenti della Motown
  - Motown Company Song
- The Supremes con Diana Ross
  - Ain't No Mountain High Enough
- Conclusione – tutti gli artisti più alcune comparse
  - Someday We'll Be Together
  - Reach Out and Touch

## Accoglienza

### Ascolti
La trasmissione originale dello spettacolo di due ore venne vista da oltre 47 milioni di telespettatori nei soli Stati Uniti, secondo i dati Nielsen, il ché significava che il 35% del paese avesse un televisore acceso per guardare il Motown 25.

### Premi
Lo special ricevette un Emmy Award, a fronte di nove nomination, alla 35ª edizione dei premi il 25 settembre 1983 come Eccezionale programma di varietà, musica o commedia, battendo i Tony Awards, i Kennedy Center Honors, Second City Television e il The Tonight Show di Johnny Carson.

## Home Video
Lo special fu distribuito in VHS e Laserdisc negli anni ottanta e nel 2014 per la prima volta in uno speciale cofanetto in DVD. La storica esibizione completa di Michael Jackson in Billie Jean fu pubblicata, inoltre, sia in HIStory on Film, Volume II (1997) che nel DVD contenuto in Thriller 25 (2008).